# Matthias Hess
Die Firma Matthias Hess war ein 1826 in Nürnberg gegründetes Spielwarenunternehmen, die Fabrikmarke des Unternehmens war Marke Hess mit einem verschnörkelten h.
Das Unternehmen war eines der ersten Unternehmen, das Spielzeug und Spielzeugeisenbahnen aus gepresstem Stahl hergestellt hat. Dieses Spielzeug wird heute als Blechspielzeug bezeichnet.
1886 übernahm der Sohn des Gründers, John Leonard Hess, die Geschäftsführung des Unternehmens, das er 1906 erbte. Seine Initialen JLH sind in der Fabrikmarke zu finden. Um 1930 wurde die Produktion eingestellt.
Spielsachen aus den Gründerjahren sind heute selten, man weiß aber, dass Mitte des 19. Jahrhunderts schienenlose Eisenbahnen gebaut wurden. Die ersten waren einfache Ziehmodelle, mit der Zeit aber wurden sie mit Schwungrad oder Uhrwerk versehen. Die Verzierungen der Spielsachen waren trotz verschiedener Techniken immer gut. Am bekanntesten waren wohl die Heßautos mit Schwungradantrieb. Vor dem Ersten Weltkrieg entstanden Schlachtschiffe und U-Boote, zuerst nur als Schiebemodelle, später mit Uhrwerk.

## Quelle
- Der Universal Spielwarenkatalog 1924/26